# Jean-Marie Dentzer
Jean-Marie Dentzer, né à Strasbourg le 26 septembre 1935 et mort à Paris le 29 octobre 2020, est un orientaliste, historien de l’Antiquité classique, spécialisé notamment des recherches sur l’Orient hellénisé.
Agrégé de lettres (1959), il est fondateur de la Mission française dans le sud de la Syrie, il a dirigé l’Institut français d’archéologie du Proche-Orient à Damas.
En 2002, il est élu membre à l’Académie des inscriptions et belles lettres.

## Distinctions
- Chevalier de la Légion d'honneur (2002)[5]
- Officier de l'ordre des Palmes académiques — chevalier en 2005[6]
- Chevalier de l'ordre des Arts et des Lettres